# Wydział Lekarski Uniwersytetu Poznańskiego
Wydział Lekarski Uniwersytetu Poznańskiego – istniejący w latach 1920–1949 wydział Uniwersytetu Poznańskiego. Został usunięty z macierzystej uczelni i wcielony do powstałej 1 stycznia 1950 Akademii Lekarskiej w Poznaniu (później przemianowanej na Akademię Medyczną w Poznaniu). Jego sukcesorem jest Uniwersytet Medyczny im. Karola Marcinkowskiego w Poznaniu.

## Historia
Po powstaniu Wydziału Filozoficznego i Wydziału Prawno-Ekonomicznego, 25 lipca 1920 Senat Uniwersytetu Poznańskiego podjął uchwałę o utworzeniu w uczelni Wydziału Lekarskiego. Jego pierwszym dziekanem został prof. Adam Wrzosek. Uroczystość otwarcia studiów lekarskich w Wydziale odbyła się 19 listopada 1920 i było to zarazem pierwsze posiedzenie Rady Wydziału. W gronie pierwszych profesorów Wydziału znaleźli się obok dziekana Stefan Tytus Dąbrowski, Helena Gajewska, Antoni Jurasz i Wincenty Jezierski.
W styczniu 1921 rozpoczęto pierwszy rok akademicki na wydziale. W 1925 zgłoszono projekt likwidacji wydziału ze względów oszczędnościowych, lecz upadł on wobec sprzeciwu w ramach uniwersytetu i otoczenia społecznego. W tym samym roku Oddział Farmaceutyczny wydziału (istniejący od 1920, początkowo pod nazwą Studium Farmaceutyczne, jego pierwszym dyrektorem był Konstanty Hrynakowski) włączono do Wydziału Matematyczno-Przyrodniczego UP. 21 października 1929 w wydziale utworzono Katedrę Stomatologii, pod kierownictwem Józefa Jarząba. W latach 1935–1937 dziekanem wydziału był Tadeusz Stefan Kurkiewicz.
We wrześniu 1939 po zajęciu Poznania przez Niemców wydział został, podobnie jak cały uniwersytet, zamknięty.
27 lutego 1945 po zakończeniu okupacji niemieckiej wznowiono zajęcia w uniwersytecie. Pierwszym po wojnie dziekanem został Witold Kapuściński. 1 października 1947 utworzono Wydział Farmaceutyczny UP z prof. Janem Dobrowolskim jako dziekanem na czele. W tym samym dniu w Wydziale Lekarskim powołano Oddział Stomatologiczny.
Rozporządzenie Rady Ministrów z 24 października 1949 przesądziło usunięcie wydziałów medycznych z uniwersytetów. Na tej podstawie Wydział Lekarski UP przestawał istnieć z dniem 1 stycznia 1950, a jego struktury zostały włączone do Akademii Lekarskiej w Poznaniu (3 marca 1950 przemianowanej na Akademię Medyczną).